# Ирина
Ирина је женско име. Потиче од из грчког језика и значи мир, спокој (грч. εἰρήνη).
Поуларне су још и варијанте Ирена, у руском језику Рина, а у енглеском Ајрин (енгл. Irine). У средњовековном српском језику била је популарна варијанта Јерина.